# Powsinogi beskidzkie
Powsinogi beskidzkie – tom ballad Emila Zegadłowicza wydany w 1923.
Tom przynależy do nurtu regionalizmu promowanego przez grupę literacką Czartak, której Zegadłowicz był założycielem. Język utworów stylizowany jest na gwary beskidzkie. Wiersze ukazują świat folkloru i wierzeń ludowych. Pojawiają się w nich postacie ludowych artystów, jak świątkarze, rzeźbiarze, snycerze. Tom został wydany w Wadowicach.